# Shamshi-Adad V
Shamshi-Adad V (fl. IX secolo a.C.) è stato re dell'Assiria dall'824 a.C. all'811 a.C.
Figlio e successore di Salmanassar III, fu sposato con Shammuramat (da alcuni identificata con la mitica Semiramide). Alla sua morte gli succedette il figlio Adad-nirari III.
I primi anni del suo regno furono caratterizzati da violente lotte per la successione al trono. La rivolta era guidata dal fratello di Shamshi-Adad, Assur-danin-pal, il quale, secondo delle iscrizioni dello stesso Shamshi-Adad, riuscì a portare dalla sua parte ventisette importanti città, inclusa Ninive. La ribellione durò fino all'820 a.C., indebolendo l'Impero Assiro e il suo sovrano; questa condizione di debolezza continuò a ripercuotersi sull'impero fino alle riforme di Tiglatpileser III.
Successivamente, Shamshi-Adad indisse una campagna militare contro la Mesopotamia meridionale, che si concluse con la stipulazione di un trattato con il re babilonese Marduk-zakir-shumi I. Nell'814 a.C. vinse la battaglia di Dur-Papsukkal contro il re babilonese Murduk-balassu-iqbi e alcune tribù aramee stanziate nei pressi di Babilonia.